# Mischii
Mischii – wieś w Rumunii, w okręgu Dolj, w gminie Mischii. W 2011 roku liczyła 608 mieszkańców.